# Primitieve cultuur
De term primitieve cultuur werd, met name in de 19e eeuw en het begin van de 20e eeuw, gebruikt in vele antropologische beschrijvingen van culturen die op cultureel, technologisch en economisch gebied achterliepen op de zogenaamde westerse beschaving.
Bijvoorbeeld: een cultuur die geen eigen geschreven taal kent en waarvan de leden grotendeels analfabetisch zijn, werd gezien als minder geavanceerd op cultureel gebied dan de westerse wereld. Stammen die leven van jagen en verzamelen zijn op agrarisch en economisch gebied  minder ver ontwikkeld dan geïndustrialiseerde kapitalistische samenlevingen.
Van oorsprong werd de term gebruikt door antropologen en geschiedkundigen om verschillende van eenvoud getuigende stamculturen te beschrijven in landen buiten Europa en Amerika en/of buiten de moderne tijd.
De term wordt tegenwoordig gezien als beledigend en stigmatiserend ten opzichte van de beschreven culturen en is daarom in wetenschappelijke kringen in onbruik geraakt. De mensenrechtenorganisatie Survival International voert campagne om deze term uit de tijd van het kolonialisme volledig af te schaffen en is erin geslaagd enkele kranten ertoe over te halen om niet meer van 'primitieve culturen' te spreken.